# Apache Tomcat
Apache Tomcat (sau simplu Tomcat, în trecut denumit Jakarta Tomcat) este un web server open source și container servlet dezvoltat de Apache Software Foundation (ASF).
1. ↑  Release 10.1.39 (în engleză), 5 martie 2025, accesat în 18 martie 2025
2. ↑   https://projects.apache.org/json/projects/tomcat.json, accesat în 8 aprilie 2020 Lipsește sau este vid: |title= (ajutor)